# Aeschynanthus impar
Aeschynanthus impar är en tvåhjärtbladig växtart som beskrevs av Rudolf Schlechter. Aeschynanthus impar ingår i släktet Aeschynanthus och familjen Gesneriaceae. Inga underarter finns listade i Catalogue of Life.